# Karl Tu'inukuafe
George Karl Tu'inukuafe Jr (Auckland, 21 de febrero de 1993) es un exjugador neozelandés de rugby que se desempeñaba como pilar. Fue internacional con los All Blacks desde 2018 hasta 2022.

## Biografía
Tu'inukuafe destacó en el equipo de su secundaria, siendo compañero de Nepo Laulala, pero abandonó el rugby cuando se enteró de que iba a ser padre. Para mantener a su esposa e hijo trabajaba como guardia de seguridad en una discoteca.
Con 170 kg de peso, su médico le advirtió que realice deportes y baje su peso o podría sufrir un infarto al diagnosticarle obesidad. Fue así como Tu'inukuafe regresó a jugar rugby.

## Carrera
Debutó en la Mitre 10 Cup con North Harbour Rugby en 2015, ese año se marchó al RC Narbonne de Francia por una temporada, regresó en 2017 y actualmente continúa jugando con ellos.

### Super Rugby
En 2018 dio su salto a la mejor liga del mundo cuando por pedido del entrenador Colin Cooper fue contratado por los Chiefs.
En 2019 firmó un contrato con los Blues para jugar con ellos por tres temporadas.

## Selección nacional
Steve Hansen lo convocó a los All Blacks para disputar los test matches de mitad de año 2018 y debutó contra Les Bleus.
En total lleva hasta el momento 13 partidos jugados y ningún punto marcado.

## Palmarés
- Campeón de The Rugby Championship de 2018.